# Papyrus 14
Papyrus 14 (nummering van Gregory-Aland), α 1036 (nummering Von Soden), of {\displaystyle {\mathfrak {P}}}14, is een oud Griekshandschrift van het Nieuwe Testament. Het is geschreven op papyrus en was een codex. Op grond van het schrifttype is het toegeschreven aan de 5e eeuw.

## Beschrijving
Het handschrift bevat de tekst van I Korintiërs 1:25-27; 2:6-8; 3:8-10; 3:20.
Het manuscript is geschreven met één kolom per bladzijde.
De Griekse tekst van deze codex is een vertegenwoordiger van de Alexandrijnse tekst. Aland plaatst het in Categorie II.
Het handschrift is ontdekt in het Katharinaklooster op de Sinaïberg, door J. Rendel Harris. Het wordt daar ook bewaard.